# Dairoidea
Dairoidea is een superfamilie van krabben en omvat de volgende families: 

## Families
- Dacryopilumnidae (Serène, 1984)
- Dairidae (Serène, 1965)